# Terror (gruppo musicale)
I Terror sono un gruppo hardcore formatosi nel 2000 a Los Angeles.
Il loro secondo album One with the Underdogs vendette oltre 80 000 copie. Dopo un tour mondiale pubblicarono il loro terzo album, Always the Hard Way, che raggiunse la decima posizione della Top Heatseekers e la diciannovesima dell'Independent Albums di Billboard.
Prima dei Terror, il cantante Scott Vogel era già popolare nella scena underground poiché aveva cantato nella metà degli anni '90 a Buffalo negli Slugfest, Despair e Buried Alive. Il batterista Nick Jett e l'ex chitarrista Todd Jones erano membri della band hardcore Carry On (sotto contratto con Bridge Nine e Youngblood Records). Carl Schwartz registrò la gran parte dei brani di Always the Hard Way prima di lasciare per dedicarsi appieno alla band First Blood.
Vogel è ben conosciuto nella scene non solamente per il voler mantenere l'hardcore "puro" e "divertente", ma anche per la divulgazione di massime filosofiche a volte scherzose chiamate colloquialmente "Vogelisms".

## Formazione

### Formazione attuale
- Scott Vogel – voce
- Jordan Posner – chitarra
- Martin Stewart – chitarra
- David Wood – basso
- Nick Jett – batteria

### Ex componenti
- Doug Weber – chitarra
- Jonathan Buske – basso
- Frank Novinec – chitarra
- Eddie Livingston – batteria
- Carl Schwartz – basso
- Todd Jones – chitarra
- Matt Smith – basso
- Richard Thurston – basso

## Discografia

### Album in studio
- 2004 – One with the Underdogs
- 2006 – Always the Hard Away
- 2008 – The Damned, the Shamed
- 2010 – Keepers of the Faith
- 2013 – Live by the Code
- 2015 – The 25th Hour
- 2018 – Total Retaliation

### Album dal vivo
- 2003 – Life & Death
- 2006 – The Living Proof
- 2010 – No Regrets, No Shame
- 2014 – Live in Seattle

### Raccolte
- 2008 – Forever Crossing the Line

### EP
- 2003 – Lowest of the Low
- 2007 – Rhythm Amongst the Chaos
- 2017 – The Walls Will Falls